# كولينجوود
روبن جورج كولينجوود كان فيلسوف ومؤرخ وعالم آثار بريطاني (كارتميل 1889 وكونيستون 1943).
بين الفلاسفة الذين أثروا على أفكاره، يمكن ذكر المثاليين الإيطاليين، كروتشه الذي كان صديق ومترجم، جينتيلي ودي روجيرو، الذي كان أيضا الصديق الشخصي، وكذلك أفلاطون، كانط، هيغل، فيكو، برادلي، سميث وروسكين، الذي كان مدرس لوالد كولينجوود.
كولينجوود لم يكن فقط فيلسوف للتاريخ ولكن أيضا مؤرخ وعالم آثار، وعلى وجه الخصوص بحثه عن البريطانيا الرومانية كانت مهمة جدا في ذلك الوقت. فلسفته للتاريخ لا تنفصل عن بحوثه التاريخية، بحثة بريطانيا الرومانية (Roman Britain)، التي نشرت عام 1921، يحتوي على تأملات في فلسفة التاريخ. مشيرا إلى وجود ترابط بين التاريخ والفلسفة. موقفه كان على تناقض مع الوضعية المنطقية السائدة في ذلك الوقت في انكلترا.
في المجال الجمالي تتميز فلسفة كولينجوود في تحديد الفن واللغة. العمل الذي يقدم فيه نظريته الجمالية هو مبادئ الفن (Principles of Art) المتأثر بمفاهيم كروتشة وجينتيلي. من كروتشة يأخذ مفهوم استقلالية الفن وفكرة أن العمل الفني هو في المقام الأول تعبير عن العاطفة. الفن هو المرحلة الأولى من تسلسل هرمي حيث المرور بالعلم والدين والتاريخ، ينتهي إلى حرية الفلسفة.

## منهجه الفلسفي

### نظرية المنهج الفلسفي
الاستدلال تتكون من المعطيات ومبادئ ونتائج. المعطيات أو الحجة الفلسفية تبدأ في تحليل البنية الخاصة للفكر الفلسفي، فوجدها تبدأ بالتصورات الفلسفية التي تعتمد على تداخل الفئات. التي يستخدمها لتوضيح التنوعات الجنسية للفلسفة. والشكل المنطقي الذي يربط بين هذه التنويعات سماه سلم الأشكال. حيث ترتبط كل درجة من درجات السلم بالتي تليها بواسطة علاقة واحدة مركبة من 4 علاقات: تجمع اختلافات الدرجة والنوع والتمايز والتضاد.
التصور الفلسفي يجد تعريفة الأكمل في سلم الأشكال، حيث نبدأ من اسفل السلم حتى الوصول إلى الحكم الفلسفي. الذي يجب ان يكون وحدة كاملة متناسقة تضم الإثبات والنفي، الكلية والجزئية والفردية. الحكم الفلسفي لا يخلو من العنصر الحملي أو عنصر الوجود. ولا يخلو أيضا من عناصر شرطية حتى لو كانت ثانوية.
الاستدلال يجب ان لا يقوم على الحكم الزائف الانفصالي، أي ان لا يكون استنباطيا بالكامل أو استقرائيا بالكامل.
وأخيرا نتيجة التصورات الفلسفية يجب أن تكون كلا نسقيا مترابطا.

### شرح وعرض المنهج
1. الفرض
2. التحقق من صحة الفرض بالرجوع إلى التجربة التاريخية الفعلية للفكر الفلسفي
3. استخلاص النتائج
4. تصديق النتائج بالرجوع إلى تاريخ التجارب الواقعية

كان يتخذ في سيره إجراء مزدوجا يجمع بين المنطق والتجربة، أي بين الطابع الاستنباطي والاستقرائي. فكان السؤال دائما هل تتفق النظرة العامة للتفكير الفلسفي مع التجربة؟. وبهذا كان يهاجم كل حجة تبعده عن الحياة والتجربة.

### قواعده المنهجية
الجمع بين الوعد والأداء، بين ما يقوله وما يفعله. بين النظرية والتطبيق، بين العرض والشرح، بين المنهج الذي استخدمه في عمله وبين المنهج الذي دعا الآخرين إلى استخدامه. وهو بذلك يريد تحقيق المثل الأعلى لما ينبغي ان يكون علية التفكير الفلسفي وكيف يمكن ان يتحقق بالفعل.
ومن القواعد التي طالب بها والتزم بأدائها ما يلي:
- حقق خصوصية الفلسفة، أي ان نظرية الفلسفة هي جزءا منها (وليس كما يحدث في الشعر مثلا). ضرورة التفكير بشكل نسقي بين مبادئ المعرفة وتقديمها.
- التزم بمبدأ أن الوقائع سابقة عن تصور فكرة وضع المعرفة في مذهب. ولتصديق هذا لقد استغرق فصل كامل، من كتابه «مقال في المنهج الفلسفي», لتأكيد النماذج التي اختار من تاريخ التجربة الفلسفية السابقة عند سقراط، افلاطون، ديكارت، كانط، قبل ان يبدأ فلسفته البناءة في الفصل الثاني.
- التزم بمبدأ ان كل عبارة هي اختبارية قبل التحقق من صدقه بالرجوع إلى الوقائع.
- وأخيرا حقق مبدأ فهم الوقائع بالرجوع إلى الوقائع وبالعكس، أي فهم المبادئ بالاحتكام إلى الوقائع
- التزم بمبدأ المراجعة المستمرة لنقطة البداية
- التزم بالمبدأ المنهجي الذي يقول لكي نرفض تفسيرا لموضوع يجب ان نفسره. المبدأ الذي تأسست علية نظرية منهجيته: رفض مناهج العلوم الرياضية والطبيعية.
- التزم بقاعدة ان كل إيجاب يتضمن سلبا وبالعكس، أي كلما أثبت شيئا انكر شيئا وبالعكس. مثلا عندما اثبت العلاقة الترابطية التي تحكم امثلة التصور الفلسفي (أي تداخل الفئات) انكره في التفكير العلمي. وحين اثبت الاستبعاد بين الفئات النوعية في التفكير العلمي انكره في الفلسفة.

## من أعماله
- فكرة التاريخ / ترجمة محمد بكير خليل / لجنة التاليف والترجمة وانشر / 1961.